# جيمس هربرت (مخرج)
جيمس هربرت (بالإنجليزية: James Herbert)‏ هو مخرج أمريكي، ولد في فبراير 1938 في بوسطن في الولايات المتحدة.

## وصلات خارجية
- جيمس هربرت على موقع IMDb (الإنجليزية)
- جيمس هربرت على موقع أول موفي (الإنجليزية)
- جيمس هربرت على موقع قاعدة بيانات الأفلام السويدية (السويدية)
- جيمس هربرت على موقع قاعدة بيانات الفيلم (الإنجليزية)
- جيمس هربرت على موقع كينوبويسك (الروسية)